# 尖鳍鳐
尖鳍鳐（学名：Raja acutispinna）为鳐科鳐属的鱼类。该物种的模式产地在日本。